# دانشگاه آزاد اسلامی واحد محلات
دانشگاه آزاد اسلامی واحد محلات یکی از واحدهای دانشگاه آزاد اسلامی است که در شهر محلات قرار دارد. این واحد دانشگاهی فعالیت خود را با رشته مهندسی معدن از نیمسال اول سال تحصیلی ۶۹-۶۸ در بخشی از ساختمان مدرسه حوزه علمیه آغاز کرد و به موازات فعالیت‌های علمی عملیات اجرایی ساختمان آموزشی را در ۲ کیلومتری شهر پیگیری نمود تا اینکه در سال ۱۳۷۴ دانشگاه از مدرسه علمیه شهر به مکان فعلی انتقال یافت. تعداد دانشجویان این واحد دانشگاهی به ۱۹۲۷ نفر می‌رسد.

## دانشکده‌ها
تعداد دانشکده‌های دانشگاه در حال حاضر ۴ دانشکده است و عبارتند از فنی و مهندسی، علوم انسانی، کشاورزی و علوم پایه.

## رشته‌های تحصیلی
از جمله رشته‌های تحصیلی دایر در این دانشگاه می‌توان به مهندسی معدن، مهندسی نفت، مهندسی صنایع، مهندسی کامپیوتر، مهندسی مکانیک، زمین شناسی، ریاضی، مهندسی کشاورزی، تاریخ، باستان شناسی،مهندسی معماری، روانشناسی، حسابداری، مدیریت، بانکداری، علوم تربیتی  و مکانیک خودرو اشاره کرد. مقاطع تحصیلی این دانشگاه شامل کاردانی، کارشناسی پیوسته و ناپیوسته و کارشناسی ارشد است.

## مجلات و نشریه‌های دانشگاهی
نشریه قرآنی وصال ازجمله نشریه‌های چاپ شده در این واحد دانشگاهی است که از سال ۱۳۸۰ تا کنون منتشر شده‌است. این نشریه در جشنواره ملی قرآن کریم در بین کلیه نشریات دانشجویی دانشگاههای سراسر کشور حائز رتبه اول شده‌است.
همچنین از نشریات پژوهشی چاپ دانشگاه می‌توان به فصلنامه تاریخ اشاره کرد.